# Ветвеницкий, Константин Иоаннович
Константин Иванович Ветвени́цкий (1845—1920) — митрофорный протоиерей Русской православной церкви.

## Биография
Родился в Гдове 17 (29) июля 1845 года, в семье Ивана Афанасьевича Ветвеницкого (1819—1886); племянник законоучителя Царскосельской гимназии протоиерея Андрея Афанасьевича Ветвеницкого. Его братья: генерал-майор Иван Иванович Ветвеницкий; действительный статский советник, правитель канцелярии Главного штаба Военного министерства Николай Иванович Ветвеницкий. Сестра, Мария Ивановна, вышла замуж за А. Ф. Крутковым, её сын — физик Ю. А. Крутков.
Окончил Санкт-Петербургскую духовную семинарию (1867) и Санкт-Петербургскую духовную академию (1871) и 12 февраля 1872 года назначен священником Пантелеимоновской церкви городской больницы душевнобольных на Удельной, с 15 июля 1874 года служил в церкви Св. Спиридона Елизаветинского училища, где был законоучителем. В 1877 году стал законоучителем 3-й Санкт-Петербургской гимназии, служил в гимназической Крестовоздвиженской церкви — иерей, затем протоиерей. С 12 мая 1895 года — протоиерей церкви Главного управления уделов. Кроме этого с 1 августа 1886 года был преподавателем Закона Божия в Электротехническом училище (институте); также преподавал в Учительской семинарии, Воспитательном доме, частной гимназии Л. С. Таганцевой.
С 1906 года был помощником благочинного II-го столичного округа.
Был награждён орденом Св. Анны 2-й степени (14.05.1896); митрофорный протоиерей с 6 мая 1911 года.
С 1 июня 1917 года состоял членом правления Александро-Мариинского дома призрения.
Был женат на дочери Солярский, Павел Фёдорович, Ольге Павловне.
Умер 13 февраля 1920 года.

## Сочинения
- Объяснение слов в Евангелии на русском наречии. — СПб., 1872 (приложение к журналу «Народная школа». — 1872. — № 1)
- Об отношении евангелия Иоанна к первым трем евангелиям. — СПб., 1873.
- Краткие очерки христианской нравственности. Курс VIII-го класса гимназий / К. И. Ветвеницкий, П. Д. Городцов. — СПб., 1891.
- Внебогослужебная беседа о почитании святых икон. Ответ последователям Пашкова. — СПб., 1891.
  - Изд. 2-е. — СПб., 1893)
- Внебогослужебная беседа. Иисус Христос на кресте. — СПб., 1893.
- Внебогослужебная беседа о секте ирвингиан, ложно называющих себя апостольскою общиною. — СПб., 1893.
- Краткие заметки при изучении православного катихизиса митрополита Филарета. — СПб., 1893.
- Служение правде (Слово на день усекновения главы св. пророка и Предтечи Господня Иоанна). — СПб., 1895.
- Секта каюков или хихулитов. — СПб., 1900.
- О страданиях Господа нашего Иисуса Христа. Чтения для членов Рел.-просвет. Союза Общества распространения религиозно-нравственного просвещения в духе Православной Церкви. — СПб., 1909.
- Слово «Сироте ты помощник» (Псал. 9, 35). — СПб., 1915.